# Willem Sebastiaan Gelinck

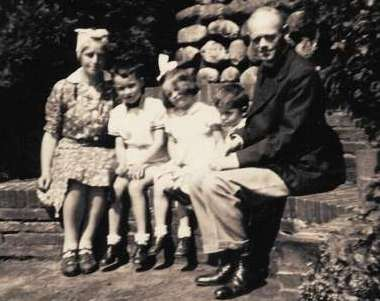
W.S. Gelinck en gezin

Willem Sebastiaan Gelinck (Den Haag, 4 februari 1903 – 25 maart 1973) was een Nederlands politicus.
Hij werd geboren als zoon van Willem Godefridus Cornelius Gelinck (1873-1946) en Clementine Boudewine van Nooten (1880-1956). Een deel van zijn jeugd bracht hij door in Assen omdat zijn vader in die periode in Drenthe als ingenieur werkzaam werkzaam was voor Rijkswaterstaat. Later werd deze hoofdingenieur en directeur van Rijkswaterstaat in Noord-Holland. W.S. Gelinck studeerde van 1921 tot 1932 aan de Rijksuniversiteit Leiden. In 1929 promoveerde hij daar in de letteren en wijsbegeerte op het proefschrift De Liber homo in de Magna Carta: historiografische studie over de opvatting van een term uit het engelsche recht en in 1932 is hij afgestudeerd in de rechten. Later dat jaar werd Gelinck volontair waarnemend griffier bij de arrondissementsrechtbank in Haarlem. Op 1 oktober 1934 volgde zijn benoeming tot burgemeester van de Drentse gemeente Ruinerwold. 
Daarnaast was hij in 1941 waarnemend burgemeester van de Wijk. In 1968 ging hij met pensioen waarna hij verhuisde naar Breda. Gelinck is in 1973 op 70-jarige leeftijd overleden.
Zijn echtgenote dr. Clasiene Petronella Gelinck-van Kerkwijk (1904-1984) was niet alleen de burgemeestersvrouw maar ze was in Drenthe ook actief op het gebied van volksgezondheid, gezins- en jeugdzorg en het kleuteronderwijs. In Ruinerwold is naar haar de 'Mevrouw Gelinck van Kerkwijkstraat' vernoemd.